# Chamber No. 9
Chamber No. 9 è il quinto album del rapper statunitense Inspectah Deck, pubblicato nel 2019.
| Recensione | Giudizio |
| ---------- | -------- |
| RapReviews | [ 1 ]    |

## Tracce
1. Shaolin Rebel
2. No Good
3. Russell Jones
4. Can't Stay Away
5. Na Na Na
6. Chamber No. 9
7. Certified
8. 24K (feat. Cappadonna & Hellfire)
9. What It Be Like
10. Game Don't Change
11. Dolla Signs (feat. Mz. Gemini)
12. Who Run It (feat. Hellfire & Street Life)
13. Fire (feat. Trife Diesel)
14. Brothers Keeper